# Камен мудрости
Камен мудрости (лат. lapis philosophorum) је митска супстанца која наводно има моћ да било који обичан метал претвори у злато, и од које се може направити еликсир живота који би омогућио кориснику да се подмлади, одлажући смрт, по неким изворима и постижући бесмртност. Рад на проналажењу камена мудрости је дуго времена био окосница и крајњи циљ Западне алхемије, док су они приклоњенији спиритуалним традицијама алхемије сматрали да је прављење камена мудрости само пут према коначном просветљењу.
Упркос бројним приказима у филмовима и књигама данашњице, сам камен мудрости је темељни алхемијски принцип који се јавља још у Старом Египту и Кини док први значајнији записи о овој супстанци потичу од Арапа. Арапски алхемичар Гебер (Јабир ибн Хајан) је у 8. веку анализирајући аристотеловске елементе природе у контексту њихових особина: топлота, хладноћа, сувоћа и влажност, закључио да је преметањем ових основних квалитативних одлика сваке супстанце могуће постићи прелазак једног метала у други. Он је овакву супстанцу назвао еликсиром и сматрано је да је то црвена, прашкаста супстанца. Иако засновано на ненаучним методама, Геберово учење се бар делимично заснивало на стварном познавању природе. Наиме, Јабир је био један од првих који се бавио легурама и рудама, што је могло да га доведе до закључка да би третманом оваквих супстанци било могуће добити жељене чисте метале. За Јабира се верује да је први направио царску воду, смешу нитратне и хлоридне киселине која може да раствори злато, а и данас се користи за пречишћавање истог. Ово даје известан кредибилитет претходним аргументима.
Ипак, сам концепт камена мудрости није увек био јединствено схваћен међу алхемичарима, а нарочито не међу различитим традицијама алхемије. Оваква неслагања су ишла толико далеко да су једни сматрали да се ради о конкретној супстанци коју је потребно открити/направити док су други сматрали да је ово чисто мисаона категорија и метафора за пут ка просветљењу кроз стицање знања о природи и мудрости у поступању. Сам циљ стварања злата се нарочито у скорије време тумачи метафорично. Наиме, злато је један од малобројних племенитих метала, који је индиферентан на утицаје средине и хемијски релативно потпуно постојан. Утолико би откриће агенса који би „оплеменио“ било који метал, уздигнуло и његовог налазача, а у другом контексту му дало бесмртност. Ипак, несумњиво је да су овакви помаци у тумачењу концепта камена мудрости у великоме инспирисани и нестанком алхемије, вишевековним неуспехом у налажењу ове митске супстанце, као и савременим одбацивањем псеудонаучних делова алхемије у корист њеног тумачења као Филозофске дисциплине.
Мит о проналаску камена мудрости је ипак остао донекле заступљен у традицијама Западне алхемије. Иако нема апсолутно никаквих рационалних доказа за то, многи алхемичари некадашњице, али и њихови модерни еквиваленти, сматрају да је Француз Николас Фламел успео да претвори олово у злато и подари бесмртност себи и својој жени. Почетком 20. века, успехом добијања злата у нуклеарном реактору, покрет је доживео краткотрајну ренесансу, међутим чињеница да би нуклеарни реактор био прескуп „камен мудрости“ и да добијено злато не би било ни исплативо ни постојано (добија се радиоактиван изотоп) је запечатило судбину емпиријских традиција у алхемији.